# Ossaea sulbahiensis
Ossaea sulbahiensis är en tvåhjärtbladig växtart som beskrevs av D'el Rei Souza. Ossaea sulbahiensis ingår i släktet Ossaea och familjen Melastomataceae. Inga underarter finns listade i Catalogue of Life.